# Sully-Morland
Sully - Morland è una stazione della Metropolitana di Parigi sulla linea 7, sita nel IV arrondissement di Parigi.

## La stazione
La stazione venne aperta il 3 giugno 1930, con il nome di Pont Sully.
Il suo nome ricorda Maximilien de Béthune, barone Rosny, duca di Sully, amico e ministro del re Enrico IV oltre che il colonnello François Louis de Morlan (1771-1805) che cadde nella battaglia di Austerlitz.

## Interconnessioni
- Bus RATP - 67, 86, 87